# Saison 1 de Cougar Town
Chronologie
Saison 2
Cet article présente le guide des épisodes de la première saison de la série télévisée américaine Cougar Town.

## Généralités
- Cette première saison est composée de 24 épisodes.
- Au Canada, elle a été diffusée en simultanée sur Citytv[1]
- Tous les titres originaux font référence à des titres de chansons de Tom Petty, sauf l'épisode 19 qui est le titre de la chanson chantée par Grayson et sa petite-amie Sara durant l'épisode.

### Synopsis
Jules Cobb, âgée de 40 ans, est agente immobilière fraîchement divorcée vivant avec son fils, Travis âgé de 17 ans, dans un quartier d'une ville de Floride, non loin de son ex-mari, Bobby un peu tête en l'air qui éprouve toujours des sentiments pour elle. Essayant de faire face aux problèmes du quotidien, elle décide de se remettre à la « chasse aux hommes » avec l'aide de ses meilleures amies : Ellie, jeune mère de famille mariée dans la quarantaine également, et Laurie, sa jeune employée écervelée de 29 ans…

## Distribution de la saison

### Acteurs principaux
- Courteney Cox (VF : Maïk Darah) : Jules Cobb
- Dan Byrd (VF : Juan Llorca) : Travis Cobb
- Busy Philipps (VF : Edwige Lemoine) : Laurie Keller
- Brian Van Holt (VF : Arnaud Arbessier) : Bobby Cobb
- Christa Miller Lawrence (VF : Brigitte Aubry) : Ellie Torres
- Josh Hopkins (VF : Maurice Decoster) : Grayson Ellis
- Ian Gomez (VF : Pierre Tessier) : Andy Torres

### Acteurs récurrents
- Carolyn Hennesy (en) (VF : Josiane Pinson) : Barbara Coman
- Spencer Locke (VF : Joséphine Ropion) : Kylie
- Nick Zano (VF : Yoann Sover) : Josh Grobbin
- Scott Foley (VF : Constantin Pappas) : Jeff
- Ryan Devlin (en) (VF : Alexandre Gillet) : Smith Franck (Smith est son prénom)

### Invités
- Lisa Kudrow (VF : Véronique Borgias) : Dr Amy Evans, dermatologue et maîtresse de Bobby. Séparés. (épisode 11)
- Sheryl Crow (VF : Sophie Arthuys) : Sara, commerciale dans le vin puis petite amie de Grayson. Guitariste chevronnée. Séparés. (épisode 18, 19 et 20)
- Barry Bostwick (VF : Bernard Tiphaine) : Roger Frank (épisode 15, 20 et 21)
- Beverly D'Angelo : Sheila, la mère de Laurie (épisode 16)

## Liste des épisodes

### Épisode 1:Bienvenue à Cougar Town
- États-Unis : 23 septembre 2009 sur ABC[2]
- France : 5 mai 2010 sur Orange Cinéhappy
- Belgique : 28 octobre 2010 sur Be Séries
- Suisse : 1er janvier 2011 sur TSR2
- Québec : 4 mai 2011 sur Mlle[3]

- États-Unis : 11,28 millions de téléspectateurs[4] (première diffusion)

### Épisode 2:Seconde Jeunesse
- États-Unis : 30 septembre 2009 sur ABC
- France : 5 mai 2010 sur Orange Cinéhappy
- Belgique : 28 octobre 2010 sur Be Séries
- Suisse : 3 janvier 2011 sur TSR2
- Québec : 11 mai 2011 sur Mlle

- États-Unis : 9,25 millions de téléspectateurs[5] (première diffusion)

### Épisode 3:C'est pour ce soir
- États-Unis : 7 octobre 2009 sur ABC
- France : 12 mai 2010 sur Orange Cinéhappy
- Belgique : 28 octobre 2010 sur Be Séries
- Suisse : 4 janvier 2011 sur TSR2
- Québec : date inconnue

- États-Unis : 7,84 millions de téléspectateurs[6] (première diffusion)

### Épisode 4:Ébats intimes
- États-Unis : 14 octobre 2009 sur ABC
- France : 12 mai 2010 sur Orange Cinéhappy
- Belgique : 4 novembre 2010 sur Be Séries
- Suisse : 5 janvier 2011 sur TSR2

- États-Unis : 8 millions de téléspectateurs[7] (première diffusion)

### Épisode 5:L'Art du baiser
- États-Unis : 21 octobre 2009 sur ABC
- France : 19 mai 2010 sur Orange Cinéhappy
- Belgique : 4 novembre 2010 sur Be Séries
- Suisse : 6 janvier 2011 sur TSR2

- États-Unis : 7,31 millions de téléspectateurs[8] (première diffusion)

### Épisode 6:Amoureuse
- États-Unis : 28 octobre 2009 sur ABC
- France : 19 mai 2010 sur Orange Cinéhappy
- Belgique : 4 novembre 2010 sur Be Séries
- Suisse : 7 janvier 2011 sur TSR2

- États-Unis : 7,54 millions de téléspectateurs[9] (première diffusion)

### Épisode 7:Le Barbecue hebdomadaire
- États-Unis : 4 novembre 2009 sur ABC
- France : 26 mai 2010 sur Orange Cinéhappy
- Belgique : 11 novembre 2010 sur Be Séries
- Suisse : 15 janvier 2011 sur TSR2

- États-Unis : 6,87 millions de téléspectateurs[10] (première diffusion)

### Épisode 8:L'Anniversaire
- États-Unis : 18 novembre 2009 sur ABC
- France : 26 mai 2010 sur Orange Cinéhappy
- Belgique : 11 novembre 2010 sur Be Séries
- Suisse : 22 janvier 2011 sur TSR2

- États-Unis : 7,92 millions de téléspectateurs[11] (première diffusion)

### Épisode 9:La Femme idéale
- États-Unis : 25 novembre 2009 sur ABC
- France : 2 juin 2010 sur Orange Cinéhappy
- Belgique : 11 novembre 2010 sur Be Séries
- Suisse : 30 janvier 2011 sur TSR2

- États-Unis : 5,54 millions de téléspectateurs[12] (première diffusion)

### Épisode 10:Un drôle de client
- États-Unis : 9 décembre 2009 sur ABC
- France : 2 juin 2010 sur Orange Cinéhappy
- Belgique : 18 novembre 2010 sur Be Séries
- Suisse : 5 février 2011 sur TSR2

- États-Unis : 7,01 millions de téléspectateurs[13] (première diffusion)

- Scott Foley (Jeff)

### Épisode 11:Les Complexes
- États-Unis : 6 janvier 2010 sur ABC
- France : 9 juin 2010 sur Orange Cinéhappy
- Belgique : 18 novembre 2010 sur Be Séries
- Suisse : 6 février 2011 sur TSR2

- États-Unis : 7,88 millions de téléspectateurs[14] (première diffusion)

- Lisa Kudrow : Docteur Evans

### Épisode 12:Une relation trop sérieuse
- États-Unis : 13 janvier 2010 sur ABC
- France : 9 juin 2010 sur Orange Cinéhappy
- Belgique : 18 novembre 2010 sur Be Séries
- Suisse : 13 février 2011 sur TSR2

- États-Unis : 7,27 millions de téléspectateurs[15] (première diffusion)

### Épisode 13:Ma possibilité
- États-Unis : 20 janvier 2010 sur ABC
- France : 16 juin 2010 sur Orange Cinéhappy
- Belgique : 25 novembre 2010 sur Be Séries
- Suisse : 26 février 2011 sur TSR2

- États-Unis : 7,54 millions de téléspectateurs[16] (première diffusion)

### Épisode 14:De bien mauvaises raisons
- États-Unis : 3 février 2010 sur ABC
- France : 16 juin 2010 sur Orange Cinéhappy
- Belgique : 25 novembre 2010 sur Be Séries
- Suisse : 2 avril 2011 sur TSR2

- États-Unis : 6,26 millions de téléspectateurs[17] (première diffusion)

### Épisode 15:La Mauvaise Éducation
- États-Unis : 10 février 2010 sur ABC
- France : 23 juin 2010 sur Orange Cinéhappy
- Belgique : 25 novembre 2010 sur Be Séries
- Suisse : 16 avril 2011 sur TSR2[18]

- États-Unis : 6,41 millions de téléspectateurs[19] (première diffusion)

### Épisode 16:Ma mère, cette barjo
- États-Unis : 3 mars 2010 sur ABC
- France : 23 juin 2010 sur Orange Cinéhappy
- Belgique : 2 décembre 2010 sur Be Séries
- Suisse : 30 avril 2011 sur TSR2[20]

- États-Unis : 5,35 millions de téléspectateurs[21] (première diffusion)

- Beverly D'Angelo (Sheila)

### Épisode 17:Les Bons Copains
Pour les articles homonymes, voir Les Bons Copains.
- États-Unis : 10 mars 2010 sur ABC
- France : 30 juin 2010 sur Orange Cinéhappy
- Belgique : 2 décembre 2010 sur Be Séries
- Suisse : 7 mai 2011 sur TSR2[22]

- États-Unis : 6,10 millions de téléspectateurs[23] (première diffusion)

### Épisode 18:Un mois d'abstinence
- États-Unis : 24 mars 2010 sur ABC
- France : 30 juin 2010 sur Orange Cinéhappy
- Belgique : 2 décembre 2010 sur Be Séries
- Suisse : 21 mai 2011 sur TSR2[24]

- États-Unis : 6,28 millions de téléspectateurs[25] (première diffusion)

- Sheryl Crow (Sara)

### Épisode 19:Tout à la fois
- États-Unis : 31 mars 2010 sur ABC
- France : 7 juillet 2010 sur Orange Cinéhappy
- Belgique : 9 décembre 2010 sur Be Séries
- Suisse : 28 mai 2011 sur TSR2[26]

- États-Unis : 6,01 millions de téléspectateurs[27] (première diffusion)

- Sheryl Crow (Sara)

### Épisode 20:Les Hommes de sa vie
- États-Unis : 14 avril 2010 sur ABC
- France : 7 juillet 2010 sur Orange Cinéhappy
- Belgique : 9 décembre 2010 sur Be Séries
- Suisse : 3 septembre 2011 sur TSR2[28]

- États-Unis : 5,8 millions de téléspectateurs[29] (première diffusion)

### Épisode 21:Drôles de drames
- États-Unis : 28 avril 2010 sur ABC
- France : 14 juillet 2010 sur Orange Cinéhappy
- Belgique : 9 décembre 2010 sur Be Séries
- Suisse : 4 septembre 2011 sur TSR2[30]

- États-Unis : 6,49 millions de téléspectateurs[31] (première diffusion)

### Épisode 22:Amis-Amants
- États-Unis : 5 mai 2010 sur ABC
- France : 14 juillet 2010 sur Orange Cinéhappy
- Belgique : 16 décembre 2010 sur Be Séries[32]
- Suisse : 11 septembre 2011 sur TSR2[33]

- États-Unis : 5,94 millions de téléspectateurs[34] (première diffusion)

### Épisode 23:Le Nouveau Lauréat
- États-Unis : 12 mai 2010 sur ABC
- France : 21 juillet 2010 sur Orange Cinéhappy
- Belgique : 16 décembre 2010 sur Be Séries[32]
- Suisse : 17 septembre 2011 sur TSR2[35]

- États-Unis : 6,23 millions de téléspectateurs[36] (première diffusion)

### Épisode 24:Le Troisième Larron
- États-Unis : 19 mai 2010 sur ABC[37]
- France : 21 juillet 2010 sur Orange Cinéhappy
- Belgique : 16 décembre 2010 sur Be Séries[32]
- Suisse : 18 septembre 2011 sur TSR2[38]

- États-Unis : 6,14 millions de téléspectateurs[39] (première diffusion)